# ウィリアム・シルベスター
ウィリアム・シルベスター (William Sylvester, 1922年1月31日 - 1995年1月25日) は、アメリカ合衆国の俳優。『2001年宇宙の旅』のヘイウッド・フロイド博士役で最も良く知られる。

## 来歴
シルベスターはカリフォルニア州オークランドに生まれる。イギリスの女優ヴェロニカ・ハーストと結婚、第二次世界大戦の後イギリスに移り、B級映画に数多く出演した。
後には『007は二度死ぬ』(1967) にも出演、アメリカに戻り『2001年宇宙の旅』に出演した後、『破壊!』 (1974) 、『ヒンデンブルグ』(1975) 、『天国から来たチャンピオン』(1978) に出演した。
シルベスターは1995年1月25日、サクラメントで死去した。72歳であった。

## 主なフィルモグラフィ
| 公開年 | 邦題 原題                                 | 役名                        | 備考 |
| ------ | ----------------------------------------- | --------------------------- | ---- |
| 1949   | コンクリートの中の男 Give Us This Day     | ジョヴァンニ                |      |
| 1954   | 記憶喪失の男 The Stranger Came Home       | フィリップ・ヴィッカーズ    |      |
| 1961   | Offbeat                                   | レイトン / スティーヴ・ロス |      |
| 1961   | 怪獣ゴルゴ Gorgo                          | サム・スレイド              |      |
| 1961   | Information Received                      | リック・ホーガン            |      |
| 1964   | BM15必死の潜行 Ring of Spies              | ゴードン                    |      |
| 1965   | 吸血鬼シニスターの復讐 Devils of Darkness | ポール・バクスター          |      |
| 1967   | 007は二度死ぬ You Only Live Twice         | ペンタゴンの役人            |      |
| 1968   | 2001年宇宙の旅 2001 A Space Odyssey       | ヘイウッド・R・フロイド博士 |      |
| 1968   | 怪奇!魅惑の魔女 The Hand of Night         | ポール                      |      |
| 1974   | 破壊! Busting                             | ウェルドマン                |      |
| 1975   | ヒンデンブルグ The Hindenburg             |                             |      |
| 1978   | 天国から来たチャンピオン Heaven Can Wait  | レポーター                  |      |